# Zbigniew Sulatycki
Zbigniew Paweł Sulatycki (ur. 23 sierpnia 1933 w Skarżysku-Kamiennej, zm. 6 września 2024) – polski inżynier, kapitan żeglugi wielkiej, publicysta, działacz katolicki, były wiceminister transportu i gospodarki morskiej.

## Życiorys
W 1973 ukończył studia w Wyższej Szkole Morskiej w Gdyni. Od 1961 do 1976 pracował na stanowiskach od marynarza do oficera w Polskich Liniach Oceanicznych. Następnie, do 1980 był zatrudniony jako inspektor ds. bezpieczeństwa żeglugi w Urzędzie Morskim w Gdyni. Od 1980 do 1983 pracował w Porcie Gdynia, a następnie w Międzyportowym Pilotażu Bałtyckim. W 1983 założył spółkę z o.o. SULSHIP.
Od 1991 do 1993 z ramienia Zjednoczenia Chrześcijańsko-Narodowego był podsekretarzem stanu w Ministerstwie Transportu i Gospodarki Morskiej w rządach Jana Olszewskiego i Hanny Suchockiej. W wyborach parlamentarnych w 1993 bez powodzenia kandydował do Senatu w województwie gdańskim z ramienia Katolickiego Komitetu Wyborczego „Ojczyzna”. Objął funkcję prezesa Towarzystwa Morsko-Gospodarczego im. Eugeniusza Kwiatkowskiego, którą sprawował do stycznia 2012, gdy został honorowym prezesem tej organizacji. W 2005 został honorowym członkiem Unii Stowarzyszeń i Organizacji Polskich w Ameryce Łacińskiej. Publikował m.in. w „Naszym Dzienniku”. W 2011 przyjęty do Zakonu Rycerskiego Grobu Bożego w Jerozolimie, w którym miał rangę Kawalera. W 2016 został przewodniczącym Konwentu Morskiego.

## Odznaczenia
- 8 lutego 2016 – Krzyż Wielki Orderu Odrodzenia Polski[8]
- 3 października 2016 – Medal „Pro Patria”[9]
- 14 października 2016 – Odznaka Honorowa „Bene Merito”[10]
- 18 czerwca 2017 – Złoty Medal „Zasłużony Kulturze Gloria Artis”[11]
- 23 sierpnia 2018 – Medal „Thorunium”[12]
- (2024) Krzyż „Pro Ecclesia et Pontifice” nadany przez papieża Benedykta XVI[13].